# Ben Bitton
Pour les articles homonymes, voir Bitton.
Ben Bitton (en hébreu : בן ביטון), est un footballeur international israélien, né le 3 janvier 1991 à Bat Yam en Israël. Il évolue au poste d'arrière droit.

## Biographie

### Carrière de joueur
Ben Bitton commence sa carrière juniors à l'Hapoël Tel-Aviv. En août 2010, il est prêté au Sekzia Ness Ziona, afin de gagner du temps de jeu. Il fait ses débuts professionnels en Coupe Toto contre l'Hapoël Bnei Lod le 7 août 2010. Après son prêt de deux ans, il est prêté à l'Hapoël Nazareth Illit. Il fait ses débuts le 3 septembre 2012 lors d'un match nul de 2-2 contre l'Hapoël Raanana. Le 4 février 2013, il reçoit son premier carton rouge de sa carrière contre l'Hapoël Rishon LeZion.
Après son prêt, il est libéré par l'Hapoël Tel-Aviv. Puis, le 27 juin 2013, il rejoint l'Hapoël Beer-Sheva, avec son coéquipier Ben Turjeman. Le 30 septembre 2013, il fait ses débuts en Ligat HaAl contre le Bnei Yehoudah.
Le 17 juillet 2014, il fait ses débuts dans une compétition européenne, lors d'une défaite 2-1 contre le RNK Split lors des qualifications de la Ligue Europa. Le 2 décembre 2014, il marque son premier but en Ligat HaAl lors d'un nul de 1-1 contre l'Ironi Kiryat Shmona.

### Carrière internationale
Le 23 mars 2016, il honore sa première sélection contre la Croatie lors d'un match amical. Il commence la rencontre comme titulaire, et sort du terrain à la 45e minute de jeu, en étant remplacé par Shir Tzedek. La rencontre se solde par une défaite de 2-0 des Israéliens. 

## Palmarès
- Avec l'  Hapoël Beer-Sheva
  - Champion d'Israël en 2016 et 2017
  - Vainqueur de la Coupe de la Ligue israélienne en 2017
  - Vainqueur de la Supercoupe d'Israël en 2017

## Statistiques
| Saison                | Club                         | Championnat           | Championnat | Championnat | Coupe nationale | Coupe nationale | Coupe de la Ligue | Coupe de la Ligue | Supercoupe | Supercoupe | Compétition(s) continentale(s) | Compétition(s) continentale(s) | Compétition(s) continentale(s) | Israël | Israël | Total | Total |
| Saison                | Club                         | Division              | M.          | B.          | M.              | B.              | M.                | B.                | M.         | B.         | Comp.                          | M.                             | B.                             | M.     | B.     | M.    | B.    |
| 2010-2011             | Sekzia Ness Ziona (prêt)     | Liga Leumit           | 33          | 0           | 3               | 0               | 9                 | 0                 | -          | -          | -                              | -                              | -                              | -      | -      | 45    | 0     |
| 2011-2012             | Sekzia Ness Ziona (prêt)     | Liga Leumit           | 32          | 0           | 2               | 0               | 5                 | 0                 | -          | -          | -                              | -                              | -                              | -      | -      | 39    | 0     |
| Sous-total            | Sous-total                   | Sous-total            | 65          | 0           | 5               | 0               | 14                | 0                 | 0          | 0          | -                              | 0                              | 0                              | 0      | 0      | 84    | 0     |
| 2012-2013             | Hapoël Nazareth Illit (prêt) | Liga Leumit           | 33          | 0           | 2               | 0               | 1                 | 0                 | -          | -          | -                              | -                              | -                              | -      | -      | 36    | 0     |
| Sous-total            | Sous-total                   | Sous-total            | 33          | 0           | 2               | 0               | 1                 | 0                 | 0          | 0          | -                              | 0                              | 0                              | 0      | 0      | 36    | 0     |
| 2013-2014             | Hapoël Beer-Sheva            | Ligat HaAl            | 19          | 0           | 2               | 0               | -                 | -                 | -          | -          | -                              | -                              | -                              | -      | -      | 21    | 0     |
| 2014-2015             | Hapoël Beer-Sheva            | Ligat HaAl            | 30          | 1           | 3               | 0               | 3                 | 0                 | -          | -          | C3                             | 2                              | 0                              | -      | -      | 38    | 1     |
| 2015-2016             | Hapoël Beer-Sheva            | Ligat HaAl            | 29          | 0           | 4               | 0               | 3                 | 0                 | -          | -          | C3                             | 2                              | 0                              | 1      | 0      | 39    | 0     |
| 2016-2017             | Hapoël Beer-Sheva            | Ligat HaAl            | 33          | 1           | 1               | 0               | 4                 | 0                 | 1          | 0          | C1+C3                          | 6+7                            | 0                              | 1      | 0      | 53    | 1     |
| 2017-2018             | Hapoël Beer-Sheva            | Ligat HaAl            | 15          | 0           | 3               | 0               | 1                 | 0                 | 1          | 0          | C1+C3                          | 6+2                            | 0                              | 2      | 0      | 30    | 0     |
| Sous-total            | Sous-total                   | Sous-total            | 126         | 2           | 13              | 0               | 11                | 0                 | 2          | 0          | -                              | 25                             | 0                              | 4      | 0      | 181   | 2     |
| Total sur la carrière | Total sur la carrière        | Total sur la carrière | 224         | 2           | 20              | 0               | 26                | 0                 | 2          | 0          | -                              | 25                             | 0                              | 4      | 0      | 301   | 2     |